# Неможлива трійця
Неможлива трійця (також трилема міжнародних фінансів) — гіпотеза в міжнародній  економіці, яка стверджує що неможливо одночасно досягти:
- Фіксованого  обмінного курсу
- Вільного руху капіталу
- Незалежної грошової політики

Формальне обґрунтування цієї гіпотези виклали Роберт Манделл і Маркус Флемінг в моделі економіки, відкритої між декількома малими країнами.

## Обґрунтування моделі
Неформальне обґрунтування даної моделі випливає з таких міркувань:
1. Припустимо, що в країні існує вільний  рух капіталу і держава проводить незалежну грошову політику. Вільний рух капіталу призводить до арбітражу на  валютному ринку і приводить процентні ставки у відповідність зі світовими (з урахуванням  ризику країни).  Грошова політика, спрямована на контроль  інфляції, визначає ступінь внутрішніх процентних ставок. У разі, якщо обмінний курс фіксується, арбітраж між кредитуванням/запозиченням в місцевій/іноземній валюті стає дуже ймовірним. Центральний Банк може коригувати арбітраж за рахунок  валютних резервів, але в міру їх виснаження, стає зрозумілим, що курс не втримати.
2. Припустимо, що в країні фіксується обмінний курс і проводиться незалежна грошова політика. Це означає, що Центральний Банк прив'язує курс національної валюти до іноземної. Одночасно контролюється пропозицію грошей в економіці, що дозволяє стримувати інфляцію. У підсумку, чітко визначаються внутрішні процентні ставки і відомий рух валюти. При знятті бар'єрів на рух капіталу знову виникає можливість арбітражу між кредитуванням/запозиченням у різних валютах. Центральний Банк змушений або коригувати курс валюти (де факто, відмовитися від фіксованого курсу), або проводити збільшення пропозиції грошей.
3. Припустимо, що в країні фіксується обмінний курс і допускається вільний рух капіталу. Це означає, що іноземні інвестори можуть вільно за певним курсом купувати/продавати зобов'язання в національній грошовій одиниці, що за фактом, є аналогом грошової політики як зміна пропозиції грошей в економіці. При проведення грошової політики Центральний Банк зіткнеться з тим, що через валютний ринок і ринок капіталу інвестори будуть впливати на процентні ставки в країні, знижуючи ефективність політики Центрального Банку.

## Наслідки
Надходження  доларів, обмінюваних за фіксованим курсом на національну валюту, зміцнює реальний курс  гривні. При цьому спостерігається значна інфляція. Українські громадяни виявляють, що імпортні товари і поїздки за кордон дешевшають. Іноземні туристи починають дивуватися високим внутрішнім цінам в Україні. Експортні галузі починають відчувати, що зростаючі витрати стримують експорт. Імпортери нарощують обсяги ввезення товарів в Україну. Економіка знаходиться під ризиком девальвації національної валюти.
Американський економіст Джозеф Стігліц вважає, що «Неможлива трійця» була реалізована тільки один раз в історії — в період  Липневої монархії у Франції. Однак економічна система Франції того часу (1830—1848 роки) перебувала ще на доіндустріальному рівні і була зав'язана на систему фінансових спекуляцій.

### Ресурси Інтернету
- The Great Depression as a Watershed: International Capital Mobility over the Long Run, NBER Working Paper No. 5960 (Also Reprint No. r2212), March 1997(англ.)
- The Trilemma in History: Tradeoffs among Exchange Rates, Monetary Policies, and Capital Mobility, NBER Working Paper No. 10396, March 2004(англ.)
- The Impossible Trinity (aka The Policy Trilemma), The Encyclopedia of financial globalization, May 2010(англ.)
- Asia confronts the impossible trinity / National Institute of Public Finance and Policy, New Delhi, January 2010